# Gonarthrus tenuirostris
Gonarthrus tenuirostris är en tvåvingeart som beskrevs av Hesse 1938. Gonarthrus tenuirostris ingår i släktet Gonarthrus och familjen svävflugor.
Artens utbredningsområde är Zimbabwe. Inga underarter finns listade i Catalogue of Life.